# Лё Шиффр
Лё Шиффр (фр. Le Chiffre), также На́мбер — вымышленный персонаж, появившийся в первом романе о Джеймсе Бонде, «Казино „Рояль“», написанном Яном Флемингом в 1953 году. На экране Ле Шиффр был изображён Петером Лорре в телевизионной адаптации романа 1954 года, Орсоном Уэллсом в пародии на роман 1967 года, а также датским актером Мадсом Миккельсеном в киноверсии романа Флеминга 2006 года.

## Роман
Лё Шиффр, также известный под псевдонимами «Die Nummer», «Mr. Number», «Herr Ziffer» и другими вариациями слова «число» или «номер» на разных языках, является негласным казначеем «Syndicat des Ouvriers d’Alsace», контролируемого СМЕРШем профсоюза.
Он впервые встречается в качестве заключённого в концлагере Дахау, в американской зоне Германии в июне 1945 года. Через три месяца переводится в Страсбург по паспорту лица без гражданства. Он берёт себе фамилию Лё Шиффр, потому что, как он утверждает, он «всего лишь номер в паспорте».

Не так уж и много известно о его происхождении или о том, откуда он родом, кроме догадок, основанных на его описании: 
Приметы: рост 5 футов 8 дюймов. Масса примерно 114 кг.
Цвет лица землисто-бледный. Без усов и бороды. Волосы: рыжеватый шатен, подстрижен ёжиком. Глаза тёмно-коричневые, белки выделяются по всей радужной оболочке. Небольшой, довольно женственный рот. Вставные зубы высокого качества. Уши маленькие, с большими мочками, свидетельствующие о наличии еврейской крови. Руки небольшие, хорошо ухоженные, волосатые. Ступни ног маленькие. По расовым признакам этот человек, возможно, является потомком выходцев из района Средиземноморья, в нём есть также немного прусской или польской крови. Одевается тщательно и со вкусом, носит обычные тёмные костюмы с двубортными пиджаками. Курит постоянно (только марки "Капоралз"), пользуется мундштуком. Довольно часто вдыхает амфетамин. Хорошо владеет немецким. Чувствуется марсельский акцент. Улыбается редко. Не смеётся.

Привычки: в основном дорогие, но достаточно благоразумные. С большим сексуальным аппетитом. Профессионально водит гоночные автомобили. Знаток стрелкового и различных видов личного оружия, включая ножи. Постоянно имеет при себе три бритвенных лезвия фирмы «Эвершарп», спрятанные под лентой шляпы, в каблуке левого ботинка и в портсигаре. Знает бухгалтерское дело и математику. Опытный картёжник.

### Приспешники в романе
- Базиль — телохранитель и эксперт боевых искусств, который получает удовольствие, избивая Бонда. Был убит агентом СМЕРШа.
- Кратт — телохранитель Лё Шиффра, владеющий смертоносной тростью, с помощью которой угрожал Бонду за игровым столом. Был убит агентом СМЕРШа.

### Приспешники в фильме
- Алекс Демитриос
- Карлос
- Моллака
- Лео
- Бобби
- Кратт
- Валенька
- Мадам Ву
- Шериф Томелли

## Фильм 2006 года
Лё Шиффр является главным антагонистом 21-го фильма официальной «бондианы», «Казино „Рояль“». Изображается датским актёром Мадсом Миккельсеном. MI6 предполагает, что являющийся албанцем по происхождению и не имеющий гражданства Лё Шиффр — финансист международного терроризма. М подразумевает, что он, вероятнее всего, состоит в сговоре с Аль-Каидой и причастен к событиям 11 сентября. По крайней мере, он намеренно спекулирует на атаках, заранее продавая большое количество акций авиакомпаний. Будучи математическим гением и шахматным вундеркиндом, Лё Шиффр зарабатывает большие суммы денег на азартных играх. Он часто любит хвастаться своими способностями игрой в покер. Он страдает гемолакрией, из-за чего плачет кровью. Как и в романе Флеминга, он одевается в безупречные чёрные костюмы и использует сальбутамоловый ингалятор. В фильме «Спектр» выясняется что Лё Шиффр был членом организации под названием СПЕКТР.

## Появления

### Официальная бондиана
- «Казино „Рояль“» (2006)
- «Квант милосердия» (2008) — упоминается/появляется только на фотографиях
- «007: Спектр» (2015) — упоминается/появляется только на фотографиях
- «Не время умирать» (2021) — упоминается/появляется только на фотографиях

### Неофициальная бондиана
- «Казино „Рояль“» (фильм 1954 года)
- «Казино „Рояль“» (релиз от Columbia Pictures, 1967)

- Hitman: World of Assassinaton (игра 2021 года) — версия Лё Шиффра из фильма 2006 года появилась в игре HItman: World of Assassination в качестве одной из «неуловимых целей»[1]. Мадс Миккельсен вновь предоставил свои внешность и голос для данного персонажа.